# Toto, el héroe
Toto, el héroe (en francés,Toto le héros) es una película tragicómica fantástica belga de 1991 escrita y dirigida por Jaco Van Dormael. Ganó el premio Caméra d'Or en el Festival Internacional de Cine de Cannes de 1991. La película fue seleccionada para representar a Bélgica en el Mejor película de habla no inglesa en los Premios Oscar, aunque no entró en la nominación final.

## Argumento
Aparentemente ambientada en un futuro cercano, la película cuenta la vida de un anciano llamado Thomas Van Hasebroeck (que se ha apodado a sí mismo Toto, después de una fantasía infantil), mirando hacia atrás en su vida ordinaria, aparentemente sin incidentes en un complejo mosaico de flashbacks, intercalados con fantasías sobre cómo las cosas podrían haber sucedido de otra manera. No siempre es posible distinguir entre recuerdos y fantasías embellecidas o fabricadas, ya que Thomas es un narrador poco fiable, pero algunas escenas (como el hilo narrativo que presenta a Toto como un agente secreto) son definitivamente fantaseadas.

## Reparto
- Michel Bouquet como Thomas (viejo)
- Jo De Backer como Thomas (adulto)
- Thomas Godet como Thomas (niño)
- Gisela Uhlen como Evelyne (anciana)
- Mireille Perrier como Evelyne (joven)
- Sandrine Blancke como Alice
- Michel Robin como Alfred (voz de anciano)
- Peter Böhlke como Alfred (anciano)
- Didier Ferney como Alfred (adulto)
- Hugo Harold Harrison como Alfred (niño)
- Fabienne Loriaux como Madre de Thomas
- Klaus Schindler como Padre de Thomas
- Pascal Duquenne como Celestin (adulto)
- Karim Moussati como Celestin (niño)
- Didier De Neck como Señor Kant
- Christine Smeysters como Señora Kant
- Bouli Lanners como gánster

## Acogida de la crítica
Vincent Canby hizo una crítica completamente favorable del film para The New York Times, afirmando que «es una comedia tremendamente ingeniosa y agridulce» que «es a la vez impactante y elegíaca». Escribió que «la película tiene la densidad de un buen cuento, escrito por un maestro que de alguna manera se las arregla para crear un mundo del tamaño de una novela a través de un asombroso dominio de los puntos suspensivos» y elogió «el extraordinario don de Van Dormael para la expresión simultánea de cosas y emociones absolutamente contradictorias». Variety describió el film como «una combinación imbatible de fantasía infantil y comedia para adultos que es tan fresca como un croissant caliente». Time Out la definió como «una película inmensamente vibrante, inventiva y compasiva», y agregó que, aunque Van Dormael tiene «un ojo ingenioso y cautivador para lo absurdo», ha arraigado su película «en la realidad emocional», para que «la vida, los amores, los deseos y las ansiedades de Tomás adquieran una gran intensidad». Roger Ebert admitió que era «una película interesante», y comentó que le hubiera gustado más «si hubiera sido más amarga e implacable; si la hubiera dirigido alguien como Buñuel».